# Francine Best
Pour les articles homonymes, voir Best.
Francine Best, née Francine Postaire le 22 octobre 1931 à Caen et morte le 7 avril 2022 à Regnéville-sur-Mer, est une pédagogue française, inspectrice générale de l'Éducation nationale, ancienne directrice de l'Institut national de la recherche pédagogique. Elle a contribué à la définition du champ des sciences de l'éducation.

## Formation et vie professionnelle
Elle fait des études de philosophie et obtient l'agrégation de philosophie. Elle enseigne en lycée, à Oran puis à Alger (1959-1961). Elle se forme aux fonctions de directeur d’école normale à l'École normale supérieure de Fontenay-aux-Roses puis devient directrice de l’école normale d'institutrices, à Coutances (1962-1969) puis à Caen (1969-1974). Elle est chargée de cours de philosophie à l'université de Caen et est responsable de la formation continue des professeurs d’École normale. Elle exerce la fonction d'inspectrice pédagogique régionale de philosophie (1974-1982), puis dirige l'Institut national de recherche pédagogique (1982-1988). Elle est nommée inspectrice générale de l’Éducation nationale en 1990.
Elle contribue à l'institutionnalisation des sciences de l'éducation en tant que champ disciplinaire, et notamment à l'intégration de la philosophie de l'éducation dans le cursus universitaire créé en 1967 par Gaston Mialaret, Jean Château et Maurice Debesse.
Vice-présidente de l'Observatoire des zones d'éducation prioritaire (OZP), elle a été aussi secrétaire générale de France Terre d'asile. En 1999, elle a été nommée présidente du comité de liaison de la décennie des Nations unies pour l'éducation aux droits de l'homme, tout en étant vice-présidente du Comité droits de l'homme de la Commission nationale française pour l'UNESCO.

### Engagements politiques et associatifs
Francine Best a été à l'origine de la création d'une section du Parti socialiste unifié (PSU) à Oran, en 1959. En 1962, elle a été condamnée à mort par l'OAS. En 1968, elle est devenue secrétaire générale adjoint du syndicat des directeurs d’École normale. Elle a été élue, en 1977, conseillère municipale puis maire adjointe (1983) d’Hérouville-Saint-Clair (Calvados) , où elle est à l'origine de la création de trois écoles ouvertes et d'un Collège expérimental. Son action en faveur de l’éducation aux droits de l’homme l’a conduite à être consultante à l’UNESCO et au Conseil de l’Europe.
Elle anime et dirige des stages aux Centres d'entraînement aux méthodes d'éducation active (CEMEA). Elle a créé, en 1968 la section du département de la Manche du Mouvement français pour le planning familial, dont elle est devenue présidente. 
Elle est devenue, en 1982, présidente des CEMEA et est entrée, à la même époque, au comité central de la Ligue des droits de l'homme, dont elle a présidé la fédération du département de la Manche. Elle a été vice-présidente de la Commission nationale consultative des droits de l'homme (CNCDH), de 1991 à 1995. 
En 1988, elle a été élue présidente de la Jeunesse au plein air (JPA), présidence qu'elle a assurée jusqu'en 1996.
Elle a également été secrétaire générale de France Terre d'asile de 1998 à 2001.

## Distinctions
- 2000 : commandeur de la Légion d'honneur[7]
- 1979 : chevalier des palmes académiques
- 2014 : grand officier dans l'ordre du mérite[8]

## Publications
- « Pour une philosophie de l'éducation », in M. Debesse & G. Mialaret, Traité des sciences de l'éducation, T.1, 1969
- Pour une pédagogie de l'éveil, Armand Colin, 1973
- Pour l'expression, essai de pédagogie de la langue maternelle, 1976
- Plan de rénovation de l'enseignement du français à l'école élémentaire, vers la liberté de parole, 1978
- L'Adolescent dans la vie scolaire, Nathan, 1979
- L'Histoire mondiale de l'éducation, t.4 (en collaboration, 1981
- Naissance d'une autre école, 1983
- L'Échec scolaire , Puf, coll. « Que sais-je ? », 1997